# Double Springs
Double Springs är administrativ huvudort i Winston County i Alabama. Vid 2020 års folkräkning hade Double Springs 1 119 invånare.